# La Gouvernance de la Chine
Xi Jinping : La Gouvernance de la Chine est un ouvrage en trois tomes signé de la plume du secrétaire général du Parti communiste chinois Xi Jinping. 

## Présentation
Le premier tome est une compilation de discours et textes sur une période comprise entre novembre 2012 et juin 2014. Ces 79 textes sont répartis en 18 chapitres thématiques, dont on peut citer, par exemple, les questions économiques, écologiques, les affaires sociales ou la défense nationale. 
Le deuxième tome comprend 99 discours, conversations, instructions et lettres de Xi Jinping, ainsi que 29 photos du Secrétaire général du Parti communiste chinois, datant de la période du 18 août 2014 au 29 septembre 2017.  
Le troisième tome regroupe 92 articles, dont des discours, des conversations, des instructions et des lettres datant du 18 octobre 2017 au 13 janvier 2020.   

## Accueil
L'ancien Premier ministre français Jean-Pierre Raffarin, en 2015, publie une « lecture commentée » où il résume les principaux thèmes de ce recueil ; il insiste sur son importance : « Il n'est pas si courant qu'un chef d'État en exercice écrive noir sur blanc ses ambitions et ses convictions, ses idées et ses projets ».
Martine Bulard, dans Le Monde diplomatique, note aussi que : « Évidemment, ce n’est pas de la poésie, mais il est toujours intéressant de pouvoir accéder directement à la pensée de celui qui préside aux destinées de la deuxième puissance économique mondiale et qui dispose des pleins pouvoirs, sans rival ou presque ».